# Un mort en pleine forme
Pour plus de détails, voir Fiche technique et Distribution.
Un mort en pleine forme (Titre original : The Wrong Box) est un film britannique réalisé par Bryan Forbes sorti en 1966, inspiré du roman Un mort encombrant de Robert Louis Stevenson.

## Synopsis
Au XIXe siècle, en Angleterre, vingt familles établissent une tontine pour leurs 20 fils. Chaque famille met 1000 livres au pot, le dernier des fils survivants emportera la totalité de la somme, plus les intérêts. À la fin du siècle, les neveux surveillent attentivement la santé d'un des derniers survivants.

## Fiche technique
- Titre original : The Wrong Box
- Réalisation : Bryan Forbes
- Scénario : Larry Gelbart et Burt Shevelove, d'après Robert Louis Stevenson (Un mort encombrant) et Lloyd Osbourne
- Photographie : Gerry Turpin
- Montage : Alan Osbiston
- Date de sortie : 27 mai 1966 (Londres)
- Musique : John Barry
- Durée : 105 minutes

## Distribution
- Ralph Richardson (VF : Jean-Paul Moulinot) : Joseph Finsbury
- John Mills (VF : Michel Gudin) : Masterman Finsbury
- Michael Caine (VF : Dominique Paturel)  : Michael Finsbury
- Peter Cook (VF : Claude Nicot) : Morris Finsbury
- Dudley Moore : John Finsbury
- Nanette Newman (VF : Régine Blaess) : Julia Finsbury
- Wilfrid Lawson (VF : Henri Virlojeux) : Peacock
- Peter Sellers (VF : Roger Carel) : Le docteur Pratt
- Tony Hancock (VF : Jacques Marin)  : Le détective
- Peter Graves (VF : Jacques Thébault) : L'officier militaire
- John Junkin (VF : Robert Bazil) : Le conducteur de la locomotive
- Hilton Edwards (VF : Fernand Fabre) : L'avocat de la réunion avec les participants à la tontine
- Vanda Godsell (VF : Lita Recio) : Mrs. Goodge
- John Le Mesurier (VF : Jacques Mancier) : Le docteur Slattery
- Tutte Lemkow : L'étrangleur
- Norman Rossington (VF : Pierre Tornade) : Le premier voyou
- Thorley Walters (VF : René Bériard) : L'avocat Patience
- Cicely Courtneidge (VF : Denise Grey) : Le commandant Martha
- Tony Thawnton (VF : Pierre Gay) : un employé des pompes funèbres
- Totti Truman Taylor (VF : Sylvie Deniau) : La dame baptisant le bateau Répulsion
- Irene Handl : Mme Hackett

## Récompenses
Le film est nommé trois fois aux BAFTA 1967, pour les costumes, la réalisation, et le meilleur second rôles (Ralph Richardson). Julie Harris reçoit le BAFTA pour les meilleurs costumes.